# Thelasis carinata
Thelasis carinata är en orkidéart som beskrevs av Carl Ludwig von Blume. Thelasis carinata ingår i släktet Thelasis och familjen orkidéer. Inga underarter finns listade i Catalogue of Life.